# Althepos
Althepos (altgriechisch Ἄλθηπος Álthepos, lateinisch Althepus) ist eine Gestalt der griechischen Mythologie und gilt als der zweite mythische König von Troizen. Er war der Sohn des Poseidon und der Leïs und folgte Oros, dem Vater der Leïs, auf den Thron. Er benannte nun das Land Althepia. Dieser Ortsname tritt noch in einer Inschrift, die ins Jahr 146 v. Chr. datiert wird, in der Form Althephos (altgriechisch Ἄλθηφος) auf.
Wie unter König Kekrops I. von Athen kam es unter seiner Regierung zum Streit zwischen Athene und Poseidon, wem das Land gehöre. Man entschied jedoch anders als Kekrops, der sich für Athene entschied und so den Zorn des Poseidon auf sich zog, dass es Zeus’ Wille sei, dass das Land beiden gehöre. Althepos wird auch die Gründung des Tempels der Demeter Thesmophoros zugeschrieben.
Nach Althepos soll Saron über Troizen geherrscht haben.